# Chéronvilliers
 Chéronvilliers  là một xã thuộc tỉnh Eure trong vùng Normandie miền bắc nước Pháp.